# Marco Antonio de Dominis

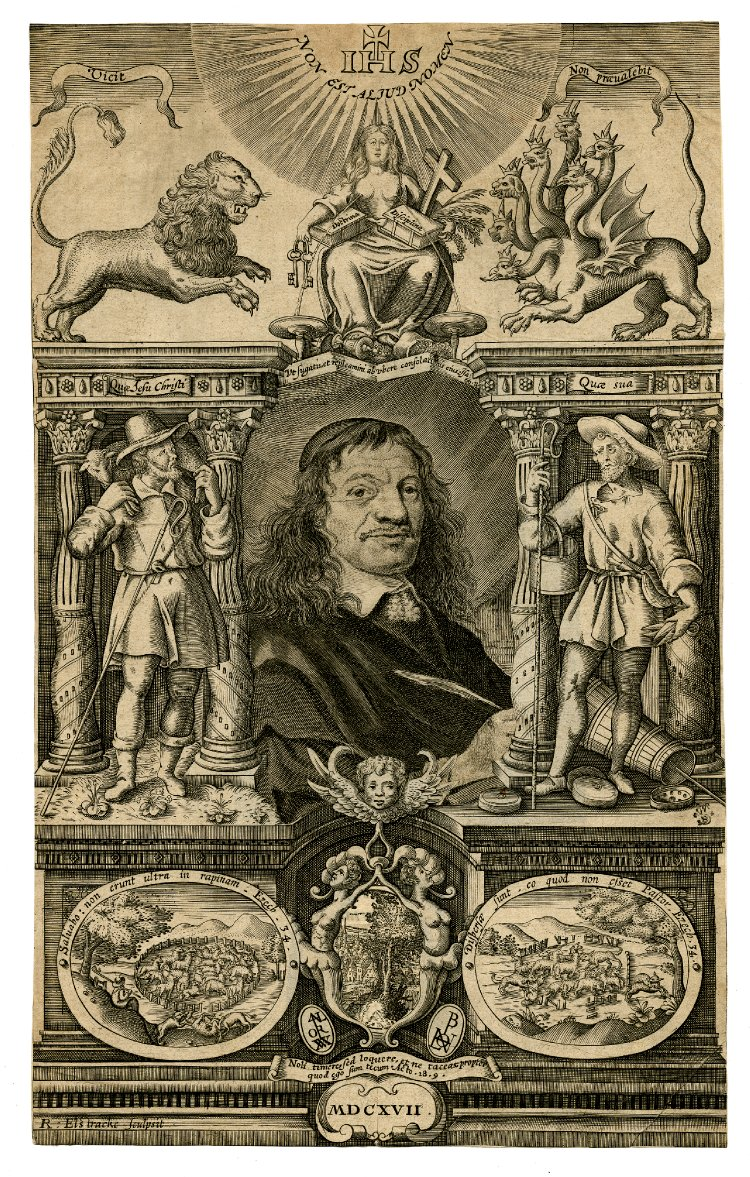
Portada calcográfica de Marco Antonio de Dominis, De Republica Ecclesiastica, Londres, G.Norton and John Bill, 1617. Grabado firmado "R. Elstracke sculpsit". British Museum.

Marco Antonio de Dominis (Rab, 1560-Roma, 1624) fue un jesuita, obispo católico y científico dálmata, que por un periodo de tiempo dejó su fe y fue considerado apóstata.
Nacido en una familia de buena posición, de la familia de Gregorio X, en la isla de Arbes en la costa de Dalmacia. De Dominis se formó en la Compañía de Jesús y llegó a ser profesor de matemáticas, retórica y filosofía en las ciudades de Brescia y Padua, hasta que fue nombrado arzobispo de Split. Posteriormente se trasladó a Venecia, a raíz del conflicto de esta ciudad con el papa. Allí entró en contacto con los agentes de la embajada de Inglaterra, lo que le permitió trasladarse a este país en 1616. Allí, bajo la protección del monarca inglés Jacobo I abjuró del catolicismo y llegó a ser decano de Windsor.
Escribió una obra, De republica ecclesiastica, y publicó el primer volumen en 1617, donde atacaba varias de las tesis defendidas por el papado. El 15 de diciembre de 1618, una parte de los doctores de la Facultad de Teología de París, condenó 47 proposiciones de aquella  obra; la facultad de Teología de Colonia publicó la censura de los 4 primeros libros de la misma obra. Publicó la Istoria del concilio tridentino de Paolo Sarpi (Londres 1619). En este momento De Dominis se convirtió en defensor de la reunificación cristiana sobre la base de unos principios elementales. En 1622, el 24 de noviembre, volvió a Roma, donde abjuró de sus tesis anteriores, aceptó la ortodoxia católica en una amplia declaración y solicitó perdón de su apostasía en un consistorio público. Esto permitirá su restitución como arzobispo de Split, pero poco después será denunciado por defender posiciones heterodoxas sobre los concilios, lo que llevará a su encarcelamiento por Urbano VIII, en el Castillo de Sant'Angelo en Roma, donde se sintió atacado casi desde el primer día por la enfermedad que un año más tarde lo llevó al sepulcro. Falleció en septiembre de 1624. Será condenado post mortem unos meses después por la Inquisición, desenterrado su cadáver y quemado junto con sus escritos, en el campo de Flora.
Adicionalmente escribió las siguientes obras: De Radiis visus et lucis in perspectivis et iride (Venecia 1611), en donde afirmó antes que ningún otro hombre de ciencia que el arco iris era un efecto de la lluvia y el sol y explicó con sagacidad la razón de los colores de este fenómeno; Predicación hecha en la capilla de los mercenarios en Londres (1617), Escollos del náufrago cristiano descubierto por la Santa Iglesia (1618).   
Habló de anteojos de larga vista, nueva invención debida a Jacobo Metius. Mezcló algunos errores con la verdad que había hallado, pero Descartes los rectificó y completó el descubrimiento de Dominis.